# District de Nangang (Harbin)
Pour les articles homonymes, voir Nangang.
Le district de Nangang (南岗区 ; pinyin : Nángàng Qū) est une subdivision administrative de la province du Heilongjiang en Chine. C'est le plus grand et le plus peuplé des districts de la ville sous-provinciale de Harbin.